# Louis Pojman
Louis Paul Pojman, né le 22 avril 1935 mort le 15 octobre 2005, est un professeur et philosophe américain, auteur d'une centaine de textes et d'anthologies de philosophie dont il a donné lui-même lecture dans plus de soixante universités dans le monde et qui continuent d'être employés dans des buts éducatifs. Pojman est surtout connu pour son travail en éthique appliquée et philosophie de la religion.

## Textes (sélection)
Louis Pojman est l'auteur ou éditeur de 34 ouvrages et 100 articles dont : 
- The Logic of Subjectivity: Kierkegaard's Philosophy of Religion (1984)
- Religious Belief and the Will (1986)
- The Abortion Controversy (2e ed. 1998)
- Ethics: Discovering Right and Wrong (7e ed., 2012) [coauteur James Fieser]
- Global Environmental Ethics (1999)
- Life and Death: Grappling with the Moral Dilemas of Our Time (2e ed. 2000)
- Environmental Ethics: Readings in Theory and Application (6e ed. 2011) [coauteur Paul Pojman (d. 2012)]
- The Moral Life: A Reader in Moral Philosophy (5e ed. 2014) [coauteur Lewis Vaughn]
- Justice (2006)
- Who Are We? Theories of Human Nature (2006)
- How Should We Live? An Introduction to Ethics (2005)
- Philosophy of Religion (1998, réimprimé en 2009)
- Philosophy of Religion: An Anthology (6e ed. 2012) [coauteur Michael C. Rea)
- Philosophy: The Quest for Truth (9e ed. 2014) [coauteur Lewis Vaughn]
- Philosophy: The Classics (3e ed. 2011)  [coauteur Lewis Vaughn]
- Terrorism, Human rights, and The Case for World Government (2006)